# Johann Engelstede
Johann Engelstede (* um 1531 in Lübeck; † 27. Februar 1579 in Antwerpen) war ein deutscher Jurist und Ratsherr der Hansestadt Lübeck.

## Leben
Johann Engelstede war Sohn des aus Dorpat stammenden Lübecker Bürgers Godeke Engelstede. Er studierte ab Herbst 1548 an der Universität Rostock und bezog 1551 die Universität Wittenberg.
Als Magister wurde er 1562 Ratssekretär in Lübeck. Engelstede führte zwar vorher schon das Oberstadtbuch, ist aber erst seit 1574 als Protonotar genannt. Im Jahr 1578 wurde er Lübecker Ratsherr. Er verstarb im Alter von 48 Jahren auf einer Gesandtschaftsreise in Antwerpen, wohin das Hansekontor in Brügge seinen Sitz verlegt hatte, und wurde dort auch begraben. Er war mit Gertrud Meyer verheiratet und bewohnte in Lübeck seit 1562 das Haus Johannisstraße 23, seit 1910/11 neu überbaut mit dem Hermbergschen Haus.